# Station Eppegem
Station Eppegem is een spoorwegstation langs spoorlijn 25 en spoorlijn 27 (Brussel - Antwerpen) bij het dorp Eppegem in de Belgische gemeente Zemst.
Het stationsgebouw is van het standaardtype 1895. In 1904, vervangt het een ouder station die werd gebouwd in 1881 door de Groep Brussel-Noord. Negen stations van dit type werden gebouwd, waaronder Station Sint-Katelijne-Waver (gesloopt in 1931), Station Dilbeek en Station Sint-Martens-Bodegem.
Het uit 1904 daterende stationsgebouw werd in 2002 verkocht. Het werd door de nieuwe eigenaar gerenoveerd, en wordt deels gebruikt als eengezinswoning en deels als ijsjeswinkel. Sinds begin 2008 zijn er overdekte fietsstallingen aangebouwd voor de reizigers.

## Spoorwegongeval
Op 20 januari 1986 reed een lege ertstrein (trein Z38206 Clabecq-Antwerpen) met op kop locomotief 5117 achteraan in op een staaltrein (trein E27270 Châtelineau-Antwerpen) met op kop locomotief 2355, die langzaam reed vanwege het naderen van de splitsing in Weerde. De 5117 ontspoorde na de botsing en kantelde op het perron van station. Hierbij werd een neus en een deel van het chassis zeer zwaar beschadigd. De 5117 werd afgevoerd naar Schaarbeek om er gesloopt te worden.

## Treindienst
| Serie | Treinsoort             | Route                                                                                   | Bijzonderheden |
| ----- | ---------------------- | --------------------------------------------------------------------------------------- | --- |
| S 1   | S-trein Brussel (NMBS) | Charleroi-Centraal – /Nijvel – Brussel-Zuid – Eppegem – Mechelen – Antwerpen-Centraal   | Op zondag een deel Brussel-Noord - Nijvel en een deel Brussel-Zuid - Antwerpen-Centraal. Tijdens de week eerste en laatste ritten van/naar Charleroi-Centraal.  |
| S 4   | GEN (NMBS)             | Aalst – Brussel-Schuman – Eppegem – Mechelen                                            | Rijdt alleen op werkdagen. |
| S 5   | GEN (NMBS)             | [ Geraardsbergen – ] Edingen – Halle – Brussel-Schuman – Vilvoorde – Eppegem – Mechelen | Rijdt in de spits van/naar Geraardsbergen. Rijdt in het weekend tussen Halle en Mechelen. Rijdt tijdens de vakantieperiode 1x/u enkel tussen Halle en Mechelen. |

## Galerij

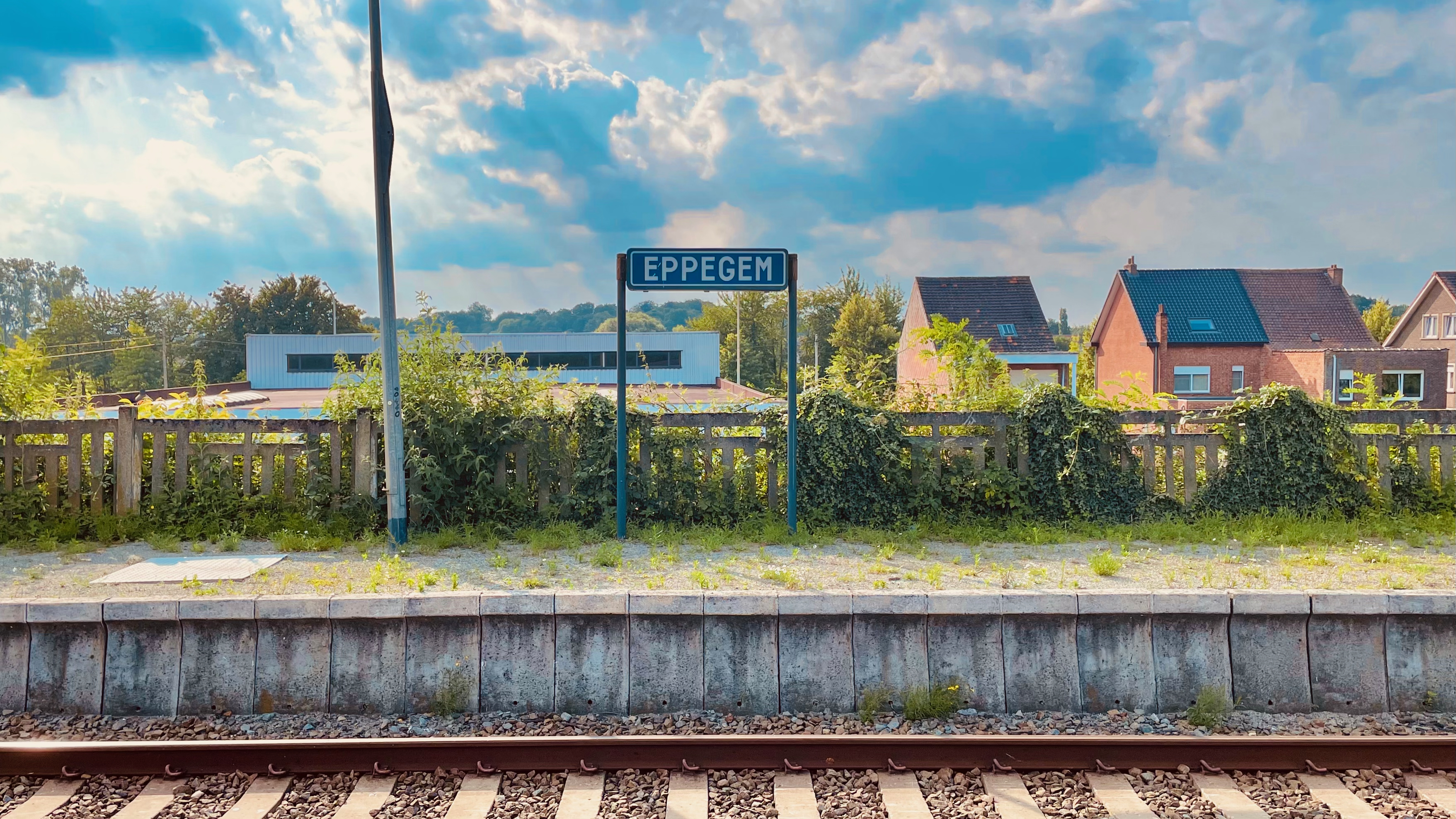
Plaatsnaambord
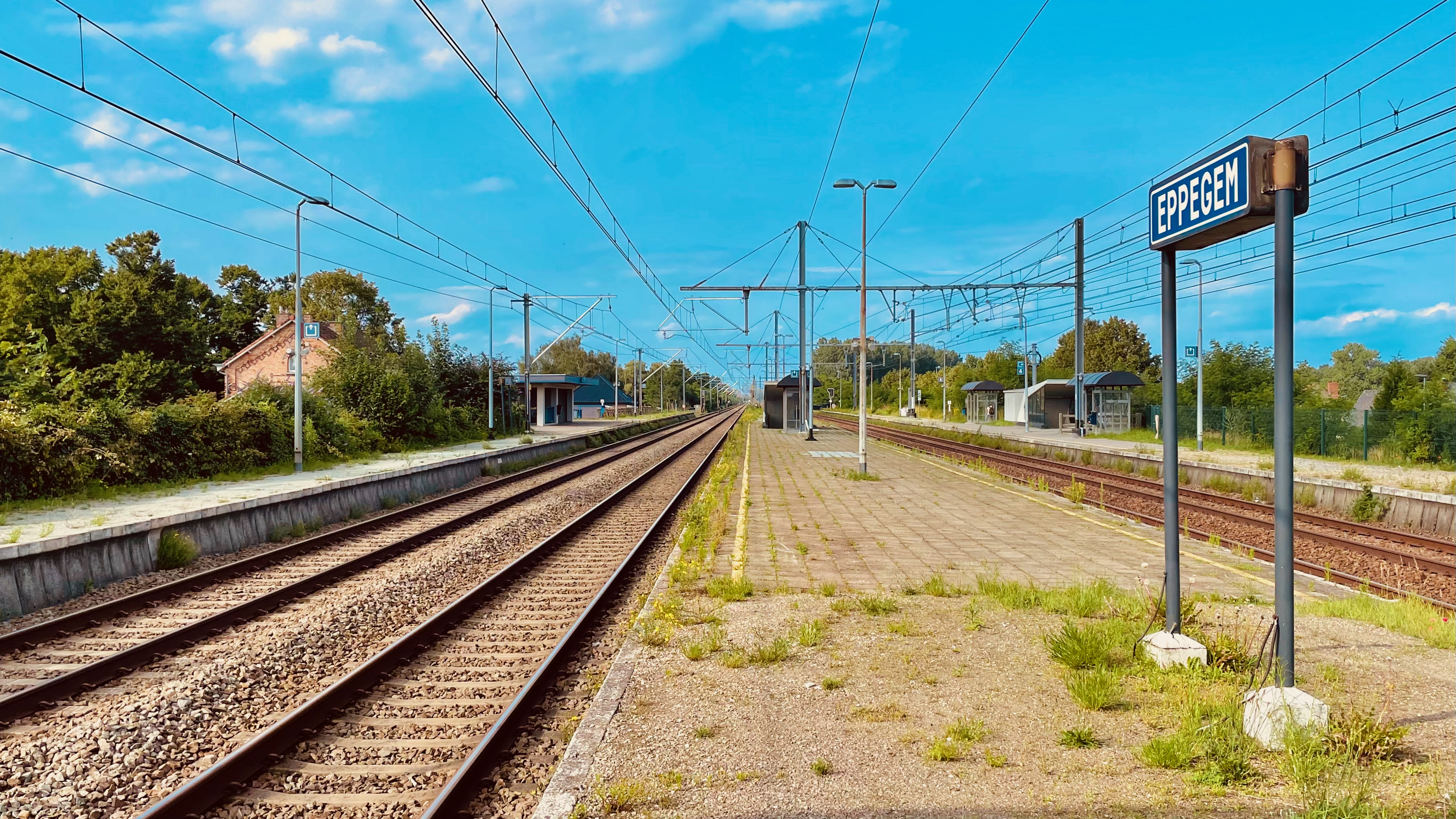
Zicht op de sporen
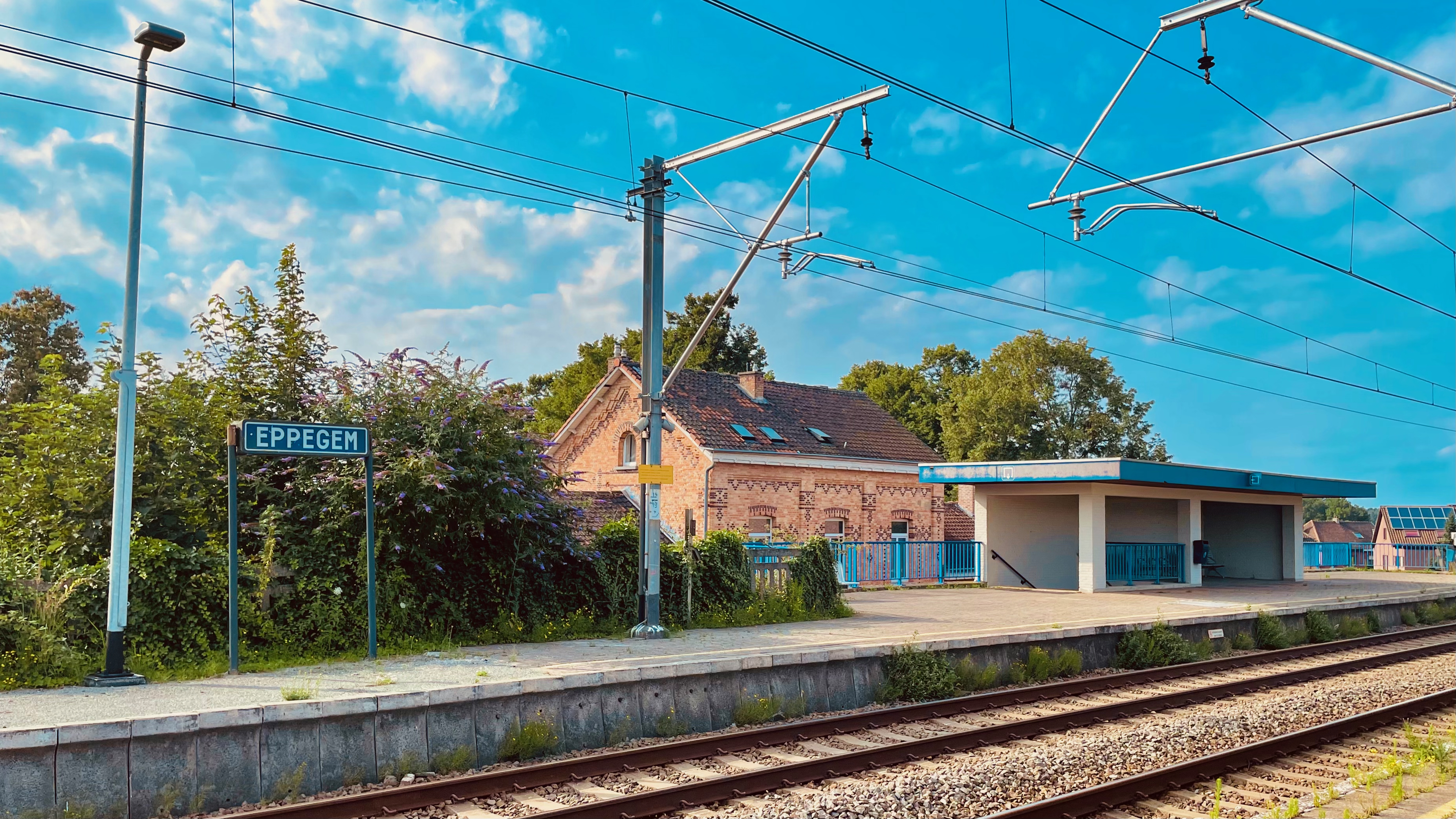
Zicht op een perron

## Reizigerstellingen
De grafiek en tabel geven het gemiddeld aantal instappende reizigers weer op een week-, zater- en zondag.
| Tabel: aantal instappende reizigers station Eppegem | Tabel: aantal instappende reizigers station Eppegem | Tabel: aantal instappende reizigers station Eppegem | Tabel: aantal instappende reizigers station Eppegem |
|                                                     | Weekdag                                             | Zaterdag                                            | Zondag                                              |
| --------------------------------------------------- | --------------------------------------------------- | --------------------------------------------------- | --------------------------------------------------- |
| 1977                                                | 594                                                 | 103                                                 | 69                                                  |
| 1978                                                | 601                                                 | 74                                                  | 59                                                  |
| 1979                                                | 562                                                 | 62                                                  | 49                                                  |
| 1980                                                | 517                                                 | 51                                                  | 51                                                  |
| 1981                                                | 565                                                 | 57                                                  | 61                                                  |
| 1982                                                | 581                                                 | 77                                                  | 55                                                  |
| 1983                                                | 627                                                 | 63                                                  | 36                                                  |
| 1984                                                | 475                                                 | 78                                                  | 59                                                  |
| 1985                                                | 455                                                 | 83                                                  | 45                                                  |
| 1986                                                | 524                                                 | 55                                                  | 27                                                  |
| 1987                                                | 639                                                 | 67                                                  | 48                                                  |
| 1988                                                | 509                                                 | 49                                                  | 94                                                  |
| 1989                                                | 444                                                 | 56                                                  | 34                                                  |
| 1990                                                | 469                                                 | 48                                                  | 37                                                  |
| 1991                                                | 479                                                 | 42                                                  | 41                                                  |
| 1992                                                | 438                                                 | 51                                                  | 35                                                  |
| 1993                                                | 384                                                 | 56                                                  | 48                                                  |
| 1994                                                | 400                                                 | 55                                                  | 48                                                  |
| 1995                                                | 344                                                 | 57                                                  | 39                                                  |
| 1996                                                | 402                                                 | 75                                                  | 75                                                  |
| 1997                                                | 426                                                 | 81                                                  | 32                                                  |
| 1998                                                | 472                                                 | 80                                                  | 45                                                  |
| 1999                                                | 415                                                 | 84                                                  | 31                                                  |
| 2000                                                | 429                                                 | 100                                                 | 56                                                  |
| 2001                                                | 465                                                 | 73                                                  | 48                                                  |
| 2002                                                | 372                                                 | 71                                                  | 48                                                  |
| 2003                                                | 374                                                 | 84                                                  | 53                                                  |
| 2004                                                | 386                                                 | 88                                                  | 42                                                  |
| 2005                                                | 409                                                 | 76                                                  | 63                                                  |
| 2006                                                | 461                                                 | 87                                                  | 60                                                  |
| 2007                                                | 437                                                 | 68                                                  | 144                                                 |
| 2008                                                | -                                                   | -                                                   | -                                                   |
| 2009                                                | 448                                                 | 51                                                  | 47                                                  |
| 2010                                                | -                                                   | -                                                   | -                                                   |
| 2011                                                | -                                                   | -                                                   | -                                                   |
| 2012                                                | 610                                                 | 55                                                  | 61                                                  |
| 2013                                                | 570                                                 | 61                                                  | 49                                                  |
| 2014                                                | 584                                                 | 114                                                 | 132                                                 |
| 2015                                                | 718                                                 | 84                                                  | 66                                                  |
| 2016                                                | 783                                                 | 82                                                  | 66                                                  |
| 2017                                                | 689                                                 | 100                                                 | 68                                                  |
| 2018                                                | 742                                                 | 128                                                 | 88                                                  |
| 2019                                                | 871                                                 | 131                                                 | 119                                                 |
| 2020                                                | 498                                                 | 108                                                 | 86                                                  |
| 2021                                                | -                                                   | -                                                   | -                                                   |
| 2022                                                | 908                                                 | 313                                                 | 210                                                 |
| 2023                                                | 978                                                 | 326                                                 | 242                                                 |
| 2024                                                | 851                                                 | 306                                                 | 176                                                 |

0,0: Brussel-Groendreef ·
0,0: Brussel-Noord ·
2,4: Schaarbeek ·
7,3: Buda ·
9,4: Vilvoorde ·
13,6: Eppegem ·
15,9: Weerde ·
19,5: Mechelen-Kanaal ·
20,4: Mechelen ·
22,0: Mechelen-Nekkerspoel ·
26,5: Sint-Katelijne-Waver ·
28,9: Duffel ·
33,8: Kontich-Lint ·
36,2: Hove ·
38,1: Mortsel-Oude-God ·
39,7: Mortsel-Deurnesteenweg ·
39,7: Mortsel ·
41,8: Antwerpen-Berchem ·
43,8: Antwerpen-Centraal ·
47,6: Antwerpen-Luchtbal
0,0: Brussel-Noord ·
2,4: Schaarbeek ·
7,2: Machelen ·
9,4: Vilvoorde ·
13,6: Eppegem ·
15,9: Weerde ·
19,5: Mechelen-Kanaal ·
20,4: Mechelen ·
22,0: Mechelen-Nekkerspoel ·
26,5: Sint-Katelijne-Waver ·
28,9: Duffel ·
33,8: Kontich-Lint ·
36,2: Hove ·
38,2: Mortsel-Liersesteenweg ·
39,8: Mortsel ·
41,8: Antwerpen-Berchem ·
43,8: Antwerpen-Centraal